# Zullwil
Zullwil is een gemeente en plaats in het Zwitserse kanton Solothurn en maakt deel uit van het district Thierstein.

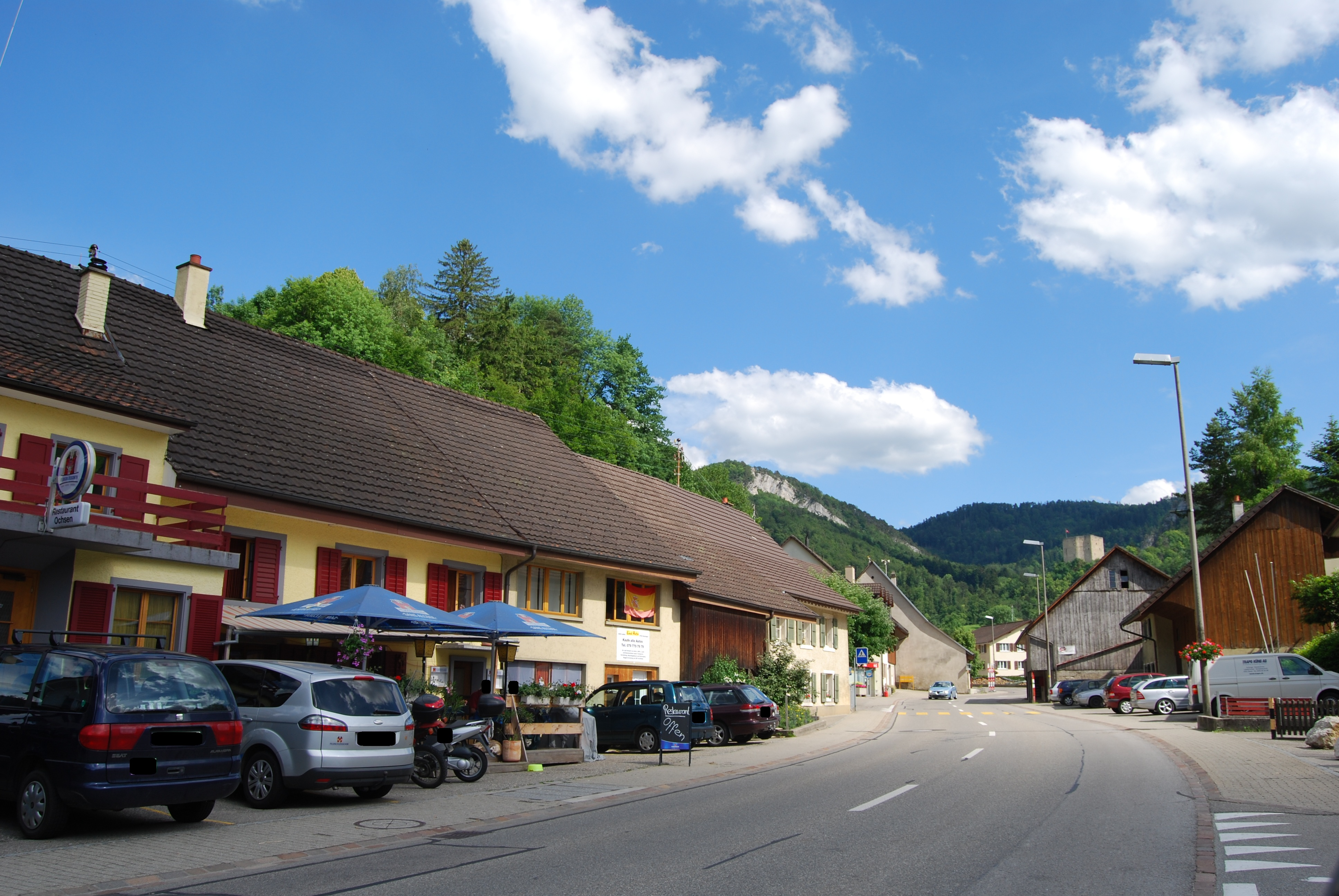
Zullwil

Zullwil telt 597 inwoners.